# Dawid Dawidow

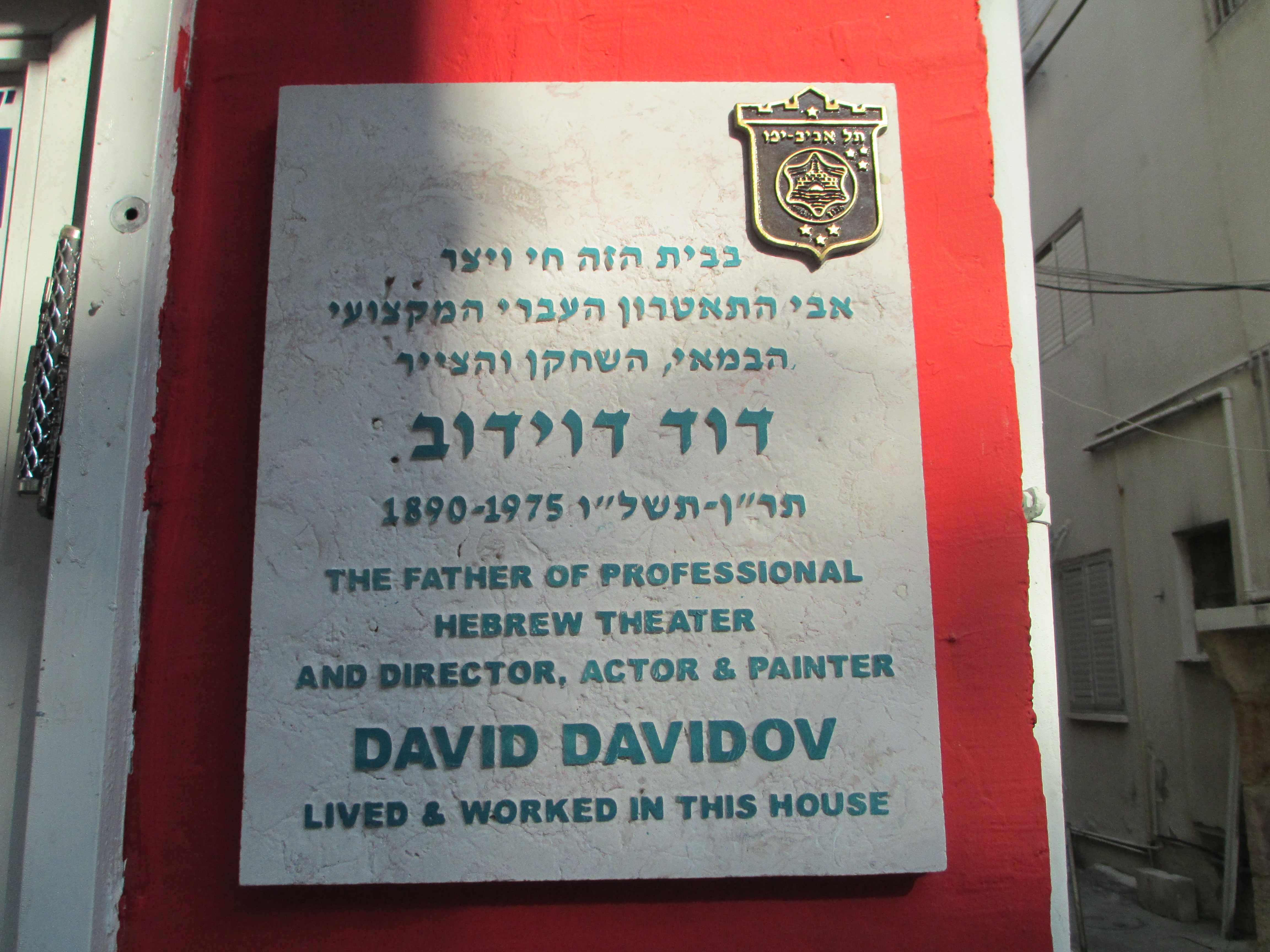
Tablica pamiątkowa na domu Dawida Dawidowa przy ulicy Sderot Yehudit 7 w Tel Awiwie

Dawid Ratzik Dawidow (hebr. דוד דוידוב) (ur. 10 maja 1890 w Łodzi, zm. 13 listopada 1975 w Tel Awiwie) – izraelski aktor, reżyser i malarz.

## Życiorys
Dawid Dawidow urodził się w Łodzi, jako syn Józefa i Judyty, córki Abrahama Weldera. Najpierw uczył się w szkole talmudycznej, w wieku dziewięciu lat wyjechał z rodzicami do Berlina, gdzie uczęszczał do szkoły średniej. Następnie przez rok pracował fizycznie. Ponieważ w młodości wyróżniał się świetnym słuchem i pamięcią, otrzymał stypendium na studia muzykologiczne i kompozytorskie w Konserwatorium Muzycznym w Lipsku, które ukończył w 1913. Jednocześnie studiował w Szkole Dramatycznej i występował na scenie niemieckiej pod dyrekcją Georga Zimmermanna w Lipsku.
Po wybuchu I wojny światowej przeniósł się do Londynu, gdzie zagrał w Blumenthal's Wonderland Theatre, Lyric Theatre Epsteina i Pavilion Theatre Moskowitza. Ponieważ miał obywatelstwo rosyjskie, w związku z powszechną mobilizacją zmuszony był wrócić do Cesarstwa Rosyjskiego. Po przejściu do rezerwy Dawid Dawidow grał w Niemczech w języku niemieckim, a w jidysz, oraz po angielsku w Wielkiej Brytanii, Stanach Zjednoczonych, Chinach, Japonii i Indiach. Ponadto reprezentował Teatr Jidysz w Anglii na Kongresie Teatru Jidysz w Kijowie, gdzie został reżyserem i aktorem trupy teatralnej grającej w jidysz, z którą odbył tournée po Rosji i Chinach. W 1919 wyemigrował do Palestyny podróżując przez Indie i Egipt, początkowo służąc jako oficer łącznikowy między instytucjami państwowymi a rządem mandatowym, w tym czasie werbował do pracy na kolei robotników żydowskich. W 1920 razem z Meirem Teomi, Menachemem Binyamini i Fridą Carmelit założył pierwszy teatr hebrajski w Tel Awiwie pod nazwą „Teatr Hebrajski w Izraelu”, który został zastąpiony przez „Teatr Dramatyczny” prowadzony przez Miriam Bernstein-Cohen. W 1923 po długiej chorobie wyjechał do Niemiec. W 1925 wstąpił do „Teatru Eretz Israel”, a po jego rozwiązaniu grał w „Teatrze Artystycznym”. W 1932 wystąpił w filmie „Sabra”. Po nawrocie choroby w latach 30. wycofał się z teatru i zaczął malować i rysować.
Zmarł w 1975 podczas operacji, miał wówczas 85 lat, pozostawił żonę Cyporę i syna Josefa oraz córkę Ritę Golberg. Jego syn Chai zginął w 1945 podczas służby w armii brytyjskiej. Co roku Davidov Scholarship Fund przyznaje stypendia studentom Wydziału Sztuki Teatralnej Uniwersytetu w Tel Awiwie.
8 listopada 2012 odsłonięto pamiątkową tablicę na ścianie domu w Tel Awiwie, w którym artysta mieszkał.